# Samantha Mathis

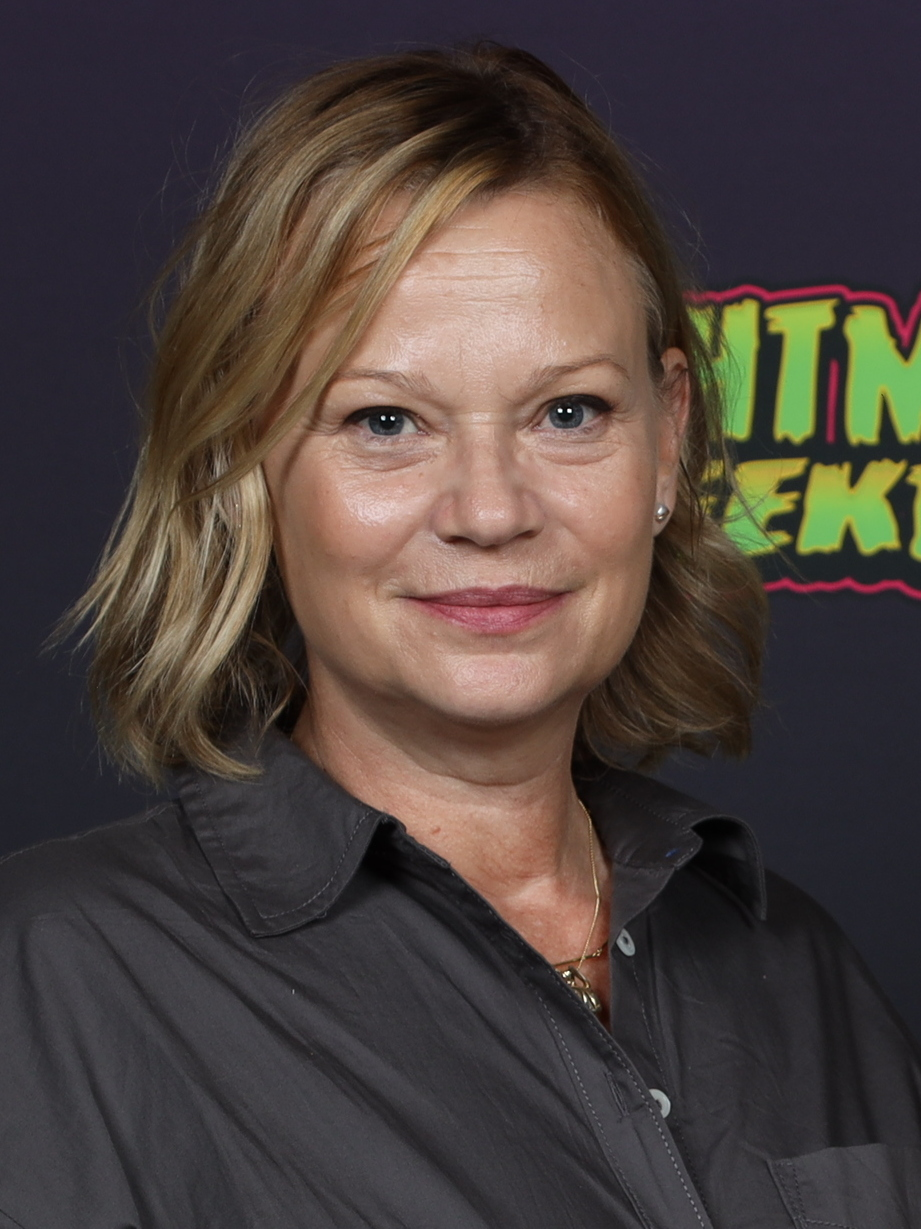
Samantha Mathis, 2023

Samantha Mathis (* 12. Mai 1970 in New York City) ist eine US-amerikanische Schauspielerin.

## Leben und Karriere
Mathis wurde in Brooklyn geboren. Ihre Mutter, Bibi Besch, war eine österreichische Schauspielerin, die Anfang der 1960er Jahre in die USA emigrierte. Sie ist daher auch die Enkelin von Gusti Huber und Gotfrid Köchert. Im Alter von drei Jahren erlebte Mathis die Scheidung ihrer Eltern und blieb bei der Mutter. Als sie fünf war, zog Mathis mit ihrer Mutter nach Los Angeles County in Kalifornien. Inspiriert durch ihre Mutter, beschloss Mathis als Zwölfjährige, später ebenfalls Schauspielerin zu werden.
Dies konnte sie bereits im Alter von 16 Jahren erreichen und erste Nebenrollen in Fernsehserien bekommen. Ihre erste größere Rolle spielte sie im Film Hart auf Sendung (1990), in dem sie neben Christian Slater zu sehen war. Für ihre Rolle im Film Showtime – Hilfe, meine Mama ist ein Star (1992), in dem sie neben Carrie Fisher und Dan Aykroyd spielte, wurde sie für den Young Artist Award nominiert. Im Film The Thing Called Love – Die Entscheidung fürs Leben (1993) von Peter Bogdanovich spielte sie an der Seite von River Phoenix, mit dem sie eine Beziehung hatte und den sie in der Nacht seines Todes begleitete.
1994 spielte sie in dem Filmdrama Betty und ihre Schwestern eine der March-Schwestern. 1995 war sie in der Romanze Hallo, Mr. President neben Michael Douglas als dessen Assistentin zu sehen. Noch einmal spielte sie neben Slater die Rolle einer Nationalpark-Wächterin im Film Operation – Broken Arrow (1996) von John Woo. 2000 agierte sie in American Psycho in einer Nebenrolle und 2001 in Die Nebel von Avalon in der Rolle der Gwenhwyfar. 2004 stellte sie in der Comicverfilmung The Punisher in einer Nebenrolle die Ehefrau des Titelhelden dar. Im zweiten Teil der Verfilmung des Ayn-Rand-Bestsellers Atlas wirft die Welt ab verkörperte sie 2012 in einer der Hauptrollen Dagny Taggart.
Durch ihre österreichischen Wurzeln spricht Mathis fließend Deutsch. Sie ist Vegetarierin und eine gute Freundin von Sandra Bullock, mit der sie in The Thing Called Love – Die Entscheidung fürs Leben zusammenspielte.

## Filmografie (Auswahl)
- 1988–1989: Knightwatch (Fernsehserie)
- 1989: Forbidden Sun
- 1990: Hart auf Sendung (Pump Up the Volume)
- 1992: Showtime – Hilfe, meine Mama ist ein Star (This Is My Life)
- 1993: Super Mario Bros.
- 1993: Die Musik des Zufalls (The Music of Chance)
- 1993: The Thing Called Love – Die Entscheidung fürs Leben (The Thing Called Love)
- 1994: Betty und ihre Schwestern (Little Women)
- 1994: FernGully – Christa und Zaks Abenteuer im Regenwald (FernGully: The Last Rainforest)
- 1995: Ein amerikanischer Quilt (How to Make an American Quilt)
- 1995: Jack und Sarah – Daddy im Alleingang (Jack & Sarah)
- 1995: Hallo, Mr. President (The American President)
- 1996: Operation: Broken Arrow (Broken Arrow)
- 1998: Waiting for Woody (Kurzfilm)
- 1999: Virtual Reality (Fernsehserie)
- 1999: Outer Limits – Die unbekannte Dimension (The Outer Limits, Fernsehserie, Episode 5x10)
- 1999: Willkommen in Freak City (Freak City, Fernsehfilm)
- 2000: Seance – Nachrichten aus dem Jenseits (The Simian Line)
- 2000: American Psycho
- 2001: Die Nebel von Avalon (The Mists of Avalon)
- 2003–2020: Law & Order: Special Victims Unit (Fernsehserie, drei Episoden)
- 2004: Salem’s Lot – Brennen muss Salem (Salem’s Lot)
- 2004: The Punisher
- 2005: Believe in Me
- 2006: Die Farben des Herbstes (Local Color)
- 2006: Nightmares & Dreamscapes: Nach den Geschichten von Stephen King (Nightmares & Dreamscapes: From the Stories of Stephen King, Miniserie)
- 2006: Dr. House (Fernsehserie, Episode 2x15)
- 2009: The New Daughter
- 2009: Grey’s Anatomy (Fernsehserie, drei Episoden)
- 2010: Buried – Lebend begraben (Buried)
- 2012: Atlas Shrugged Part II
- 2013: Under the Dome (Fernsehserie, acht Episoden)
- 2013: 10 Rules for Sleeping Around
- 2014: Affluenza
- 2015–2016: The Strain (Fernsehserie, 13 Episoden)
- 2016: Amerikanisches Idyll (American Pastoral)
- 2017: Ray Meets Helen
- 2018: Boarding School
- 2018: The Clovehitch Killer
- 2018: Being Frank
- 2019: Into the Dark (Fernsehserie, Episode 1x08)
- 2019: Bull (Fernsehserie, Episode 4x09)
- 2019–2020: Billions (Fernsehserie, 15 Episoden)
- 2023: Friedhof der Kuscheltiere: Bloodlines (Pet Sematary: Bloodlines)
- 2024: The Exorcism
- 2025: By Design

## Theatrografie (Auswahl)
- 1992: Fortinbras (Kampo Cultural Center, New York)
- 1999: Collected Stories (The Geffen Playhouse, Los Angeles)
- 2002: The Man Who Had All the Luck  (American Airlines Theatre, New York)
- 2007: Uncle Vanya (Intiman Playhouse, Seattle)
- 2009: 33 Variations (Eugene O’Neill Theatre, New York)
- 2011: 33 Variations (Ahmanson Theatre, Los Angeles)
- 2011: Love, Loss, and What I Wore (Westside Theatre Downstairs, New York)
- 2019: Nomad Motel (Atlantic Theater Company Atlantic Stage 2, New York)
- 2019: Make Believe (Second Stage Theatre, New York)